# Perlebyg
Perlebyg er en let poleret byg, med en del af skallerne bevaret så den indeholder et højt indhold af fibre. 
Den produceres af maltbygsorter.
Perlebyg spises især i Asien som et alternativ til ris. 

## Eksterne kilder og henvisninger
- DLG.dk Arkiveret 2. juni 2011 hos  Wayback Machine